# Global RallyCross Championship 2012
Global RallyCross Championship 2012 – drugi sezon mistrzostw GRC. Kalendarz składał się z 6 rund rozgrywanych na terenie Stanów Zjednoczonych.

## Zmiany

### Format zawodów
W 2012 zmieniono format zawodów. Zrezygnowano z rywalizacji w  Super Rally, a każda runda składała się z pojedynczych zawodów. Zrezygnowano także z klasy 2WD.

### Kalendarz
W Kalendarzu pojawiło się sześć rund. Po raz pierwszy rywalizację rallycrossową rywalizację na X Games włączono do kalendarza GRC.

## Kalendarz
| Runda | Lokalizacja                  | Impreza, której towarzyszy              | Data                 |
| ----- | ---------------------------- | --------------------------------------- | -------------------- |
| 1     | Charlotte Motor Speedway     | NASCAR Sprint Cup Series                | 26 maja              |
| 2     | Texas Motor Speedway         | IZOD IndyCar Series                     | 9 czerwca            |
| 3     | X Games, Los Angeles         | X Games XVIII                           | 30 czerwca – 1 lipca |
| 4     | New Hampshire Motor Speedway | NASCAR Sprint Cup Series                | 14 lipca             |
| 5     | Las Vegas Motor Speedway     | NASCAR Camping World Truck Series       | 29 września          |
| 6     | Las Vegas Convention Center  | Speciality Equipment Market Association | 30 października      |

## Lista startowa
| Konstruktor                            | Samochód                    | Zespół                                 | Nr  | Kierowca           | Rundy    |
| -------------------------------------- | --------------------------- | -------------------------------------- | --- | ------------------ | -------- |
| Olsbergs MSE                           | 2012 Ford Fiesta            | Best Buy Mobile Olsbergs MSE           | 3   | Marcus Grönholm    | 1–3      |
| Olsbergs MSE                           | 2012 Ford Fiesta            | Best Buy Mobile Olsbergs MSE           | 3   | Andréas Eriksson   | 5        |
| Olsbergs MSE                           | 2012 Ford Fiesta            | Best Buy Mobile Olsbergs MSE           | 3   | Timur Timerzjanow  | 6        |
| Olsbergs MSE                           | 2012 Ford Fiesta            | Best Buy Serve Olsbergs MSE            | 17  | David Binks        | 1-6      |
| Olsbergs MSE                           | 2012 Ford Fiesta            | Rockstar Etnies Olsbergs MSE           | 34  | Tanner Foust       | 1-6      |
| Olsbergs MSE                           | 2012 Ford Fiesta            | Rockstar Metal Mulisha Olsbergs MSE    | 38  | Brian Deegan       | 1-6      |
| Olsbergs MSE                           | 2012 Ford Fiesta            | Bluebeam Olsbergs MSE                  | 57  | Toomas Heikkinen   | 1–3, 5–6 |
| Subaru Puma Rallycross Team USA        | 2012 Subaru Impreza WRX STI | Subaru Puma Rallycross Team USA        | 11  | Sverre Isachsen    | 1-6      |
| Subaru Puma Rallycross Team USA        | 2012 Subaru Impreza WRX STI | Subaru Puma Rallycross Team USA        | 40  | Dave Mirra         | 1-6      |
| Subaru Puma Rallycross Team USA        | 2012 Subaru Impreza WRX STI | Subaru PumaRallycross Team USA         | 75  | David Higgins      | 3        |
| Subaru Puma Rallycross Team USA        | 2012 Subaru Impreza WRX STI | Subaru Puma Rallycross Team USA        | 81  | Bucky Lasek        | 1-6      |
| Rhys Millen Racing                     | 2012 Hyundai Veloster       | Motorcity Disney XD Rhys Millen Racing | 12  | Stéphane Verdier   | 1-6      |
| Rhys Millen Racing                     | 2012 Hyundai Veloster       | Hyundai Rallycross Rhys Millen Racing  | 67  | Rhys Millen        | 1–3, 5–6 |
| Scott-Eklund Racing                    | 2010 Saab 9-3               | Scott-Eklund Racing                    | 26  | Andy Scott         | 1–4      |
| Scott-Eklund Racing                    | 2010 Saab 9-3               | ENEOS Motor Oil Scott-Eklund Racing    | 77  | Samuel Hübinette   | 1-6      |
| Monster Energy Citroën Rallycross Team | Citroën C4 WRC              | Monster Energy Citroën Rallycross Team | 33  | Liam Doran         | 2–4, 6   |
| Team 41                                | Subaru Impreza WRX STI      | Team 41                                | 41  | Richard Burton     | 1, 4–5   |
| Monster World Rally Team               | 2012 Ford Fiesta            | Monster World Rally Team Ford Racing   | 43  | Ken Block          | 1-6      |
| PMR Motorsports                        | 2007 Subaru Impreza WRX STI | PMR Motorsports                        | 47  | Tim Rooney         | 1        |
| PMR Motorsports                        | 2007 Subaru Impreza WRX STI | PMR Motorsports                        | 59  | Patrick Moro       | 1–2, 4–6 |
| Hansen Motorsport                      | 2012 Citroën DS3            | Red Bull Citroën                       | 72  | Sébastien Loeb     | 3        |
| Pastrana 199 Racing                    | 2013 Dodge Dart             | Pastrana 199 Racing                    | 99  | Filipe Albuquerque | 2        |
| Pastrana 199 Racing                    | 2013 Dodge Dart             | Pastrana 199 Racing                    | 99  | Bryce Menzies      | 3, 6     |
| Pastrana 199 Racing                    | 2013 Dodge Dart             | Pastrana 199 Racing                    | 199 | Travis Pastrana    | 1–5      |
| Jimmy Keeney                           | Subaru Impreza WRX STI      | MCM / Venom/ProDesigns                 | 419 | Jimmy Keeney       | 2, 6     |

## Zwycięzcy wyścigów
| Runda | Lokalizacja                  | Zwycięzca       | Zespół              | Samochód    |
| ----- | ---------------------------- | --------------- | ------------------- | ----------- |
| 1     | Charlotte Motor Speedway     | Marcus Grönholm | Olsbergs MSE        | Ford Fiesta |
| 2     | Texas Motor Speedway         | Marcus Grönholm | Olsbergs MSE        | Ford Fiesta |
| 3     | X Games, Los Angeles         | Sébastien Loeb  | Hansen Motosports   | Citroën DS3 |
| 4     | New Hampshire Motor Speedway | Travis Pastrana | Pastrana 199 Racing | Dodge Dart  |
| 5     | Las Vegas Motor Speedway     | Tanner Foust    | Olsbergs MSE        | Ford Fiesta |
| 6     | Las Vegas Convention Center  | Tanner Foust    | Olsbergs MSE        | Ford Fiesta |

## Klasyfikacja generalna
| Poz. | Kierowca           | Zespół                                    | CHA | TEX | LA | NH | LVS | LVC | Pkt. |
| ---- | ------------------ | ----------------------------------------- | --- | --- | -- | -- | --- | --- | ---- |
| 1    | Tanner Foust       | Rockstar Etnies Olsbergs MSE              | 2   | 2   | 6  | 4  | 1   | 1   | 94   |
| 2    | Brian Deegan       | Rockstar Metal Mulisha Olsbergs MSE       | 16  | 3   | 3  | 3  | 2   | 2   | 84   |
| 3    | Samuel Hübinette   | ENEOS Motor Oil Scott-Eklund Racing       | 5   | 7   | 9  | 2  | 12  | 4   | 63   |
| 4    | Rhys Millen        | Hyundai Rallycross Rhys Millen Racing     | 6   | 4   | 4  |    | 6   | 3   | 63   |
| 5    | Ken Block          | Monster World Rally Team                  | 15  | 8   | 2  | 5  | 7   | 10  | 58   |
| 6    | Stéphane Verdier   | Motorcity Disney XD Rhys Millen Racing    | 3   | 6   | 12 | 9  | 5   | 11  | 52   |
| 7    | Marcus Grönholm    | Best Buy Mobile Olsbergs MSE              | 1   | 1   |    |    |     |     | 43   |
| 8    | David Binks        | Best Buy Serve Olsbergs MSE               | 7   | 5   | 8  | 8  | 14  | DNS | 42   |
| 9    | Sverre Isachsen    | Subaru Puma Rallycross Team USA           | 12  | 10  | 10 | 13 | 3   | 12  | 40   |
| 10   | Travis Pastrana    | Red Bull Boost Mobile Pastrana 199 Racing | 8   | 15  | 16 | 1  | 10  |     | 39   |
| 11   | Andy Scott         | Scott-Eklund Racing                       | 4   | 9   | 11 | 6  |     |     | 38   |
| 12   | Dave Mirra         | Subaru Puma Rallycross Team USA           | 9   | 11  | 15 | 10 | 13  | 6   | 35   |
| 13   | Bucky Lasek        | Subaru Puma Rallycross Team USA           | 11  | 14  | 13 | 11 | 8   | 7   | 35   |
| 14   | Toomas Heikkinen   | Bluebeam Olsbergs MSE                     | 10  | 18  |    |    | 4   | 5   | 33   |
| 15   | Liam Doran         | Monster Energy Citroën Rallycross Team    |     | 12  | 5  | 7  |     | 14  | 30   |
| 16   | Patrick Moro       | PMR Motorsports                           | 14  | 13  |    | 12 | 11  | 13  | 22   |
| 17   | Sébastien Loeb     | Hansen Motorsport                         |     |     | 1  |    |     |     | 21   |
| 18   | Bryce Menzies      | Pastrana 199 Racing                       |     |     | 14 |    |     | 8   | 12   |
| 19   | David Higgins      | Subaru Puma Rallycross Team USA           |     |     | 7  |    |     |     | 9    |
| 20   | Timur Timerzjanow  | Best Buy Mobile Olsbergs MSE              |     |     |    |    |     | 9   | 9    |
| 21   | Andréas Eriksson   | Best Buy Mobile Olsbergs MSE              |     |     |    |    | 9   |     | 8    |
| 22   | Richard Burton     | Team 41                                   | 17  |     |    | 14 | 15  |     | 5    |
| 23   | Tim Rooney         | PMR Motorsports                           | 13  |     |    |    |     |     | 4    |
| 24   | Filipe Albuquerque | Pastrana 199 Racing                       |     | 16  |    |    |     |     | 1    |
| 25   | Jimmy Keeney       | MCM / Venom/ProDesigns                    |     | 17  |    |    |     | DNS | 0    |
| Poz. | Kierowca           | Zespół                                    | CHA | TEX | LA | NH | LVS | LVC | Pkt. |